# Shūmei Ōkawa
Pour les articles homonymes, voir Shumei et Okawa.
Shūmei Ōkawa (大川 周明), né le 6 décembre 1886 à Sakata au Japon et mort le 24 décembre 1957 à Tokyo, est un nationaliste japonais, écrivain pan-asiatique et islamologue.

## Biographie
Ōkawa est né à Sakata dans la préfecture de Yamagata en 1886. Il étudie la littérature védique et la philosophie indienne classique à l'université impériale de Tokyo, d'où il sort diplômé en 1911. Il travaille ensuite comme traducteur à l'état-major de l'armée impériale japonaise, ayant une bonne connaissance de l'allemand, du français et de l'anglais mais aussi du sanskrit et du pali.
Il découvre, pendant l'été 1913, le livre New India or Indian in transition du Britannique Henry John Stedman Cotton (en) qui traite de la situation politique contemporaine. Après l'avoir lu, Ōkawa abandonne le « cosmopolitisme complet » (sekaijin) et adopte le panasiatisme. Plus tard dans l'année, des articles de Anagarika Dharmapala et d'Abdul Hafiz Mohamed Barakatullah (en) sont publiés dans le magazine Michi publié par l'organisation religieuse Dokai dans laquelle Ōkawa jouera un rôle important. 
Après des années à étudier les philosophies d'autres pays, il devient convaincu que la solution des problèmes sociaux et politiques du Japon réside dans un renouveau de la philosophie japonaise traditionnelle et des principes du Kokutai.
En 1918, Ōkawa est embauché dans le département de recherche est-asiatique de la société des chemins de fer de Mandchourie du Sud. Avec Ikki Kita, il fonde le groupe de discussion nationaliste et club politique Yuzonsha. Dans les années 1920, il devient professeur d'histoire et de politique coloniale à l'université de Takushoku, où il est très actif dans la création de groupes étudiants anticapitalistes.
En 1926, Ōkawa publie son travail le plus important, « Le Japon et la manière des Japonais » (Nihon oyobi Nihonjin no michi), qui est si populaire qu'il est réédité 46 fois avant la fin de la Seconde Guerre mondiale. Ōkawa participe également à plusieurs coups d'état menés par l'armée japonaise pendant les années 1930, comme l'incident de mars, pour lesquels il est condamné à cinq ans de prison en 1935. Libéré deux ans plus tard, il retourne brièvement au service de la société des chemins de fer de Mandchourie du Sud avant d'accepter un poste de professeur à l'université Hōsei en 1939. Il continue à publier de nombreux livres et articles, aidant par la même occasion à populariser l'idée que le « choc des civilisations » entre l'orient et l'occident est inévitable et que le destin du Japon est d'être le libérateur et le protecteur de l'Asie contre les États-Unis et les autres nations occidentales,.

### Jugé au tribunal de Tokyo

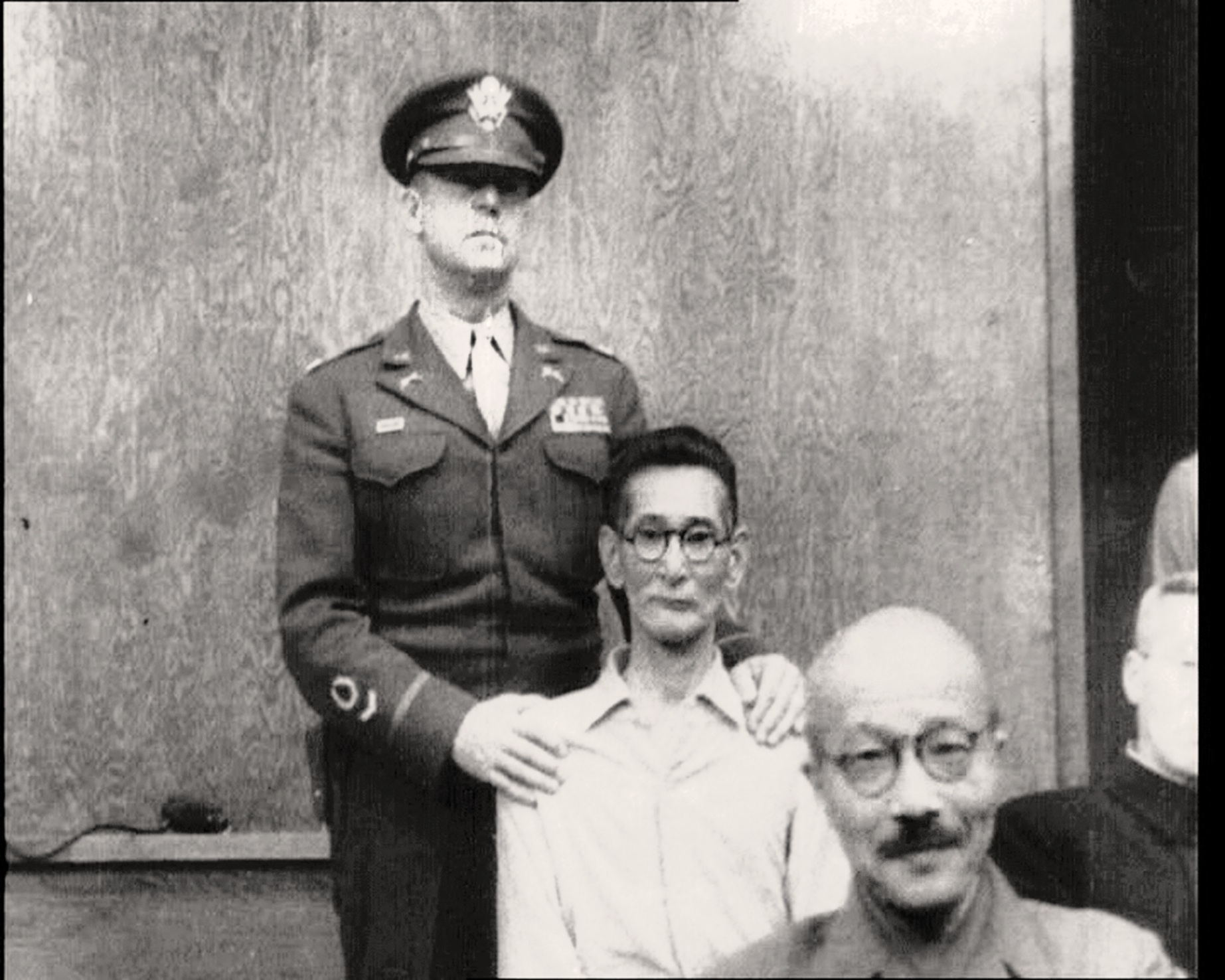
Okawa dans le banc des accusés au tribunal international militaire pour l'Extrême-Orient. (Hideki Tōjō en premier plan)

Après la Seconde Guerre mondiale, Ōkawa est jugé par les Alliés comme un criminel de guerre de classe A. Il adopte cependant, au cours du procès, un comportement excentrique, par exemple en donnant une tape sur la tête de l'ancien Premier ministre Hideki Tōjō (qui en rit) ou en criant en allemand au procureur adjoint Govinda Menon « Inder ! Kommen Sie ! » (Venez ici, l'Indien !). Finalement, le juge en chef William Webb (en) (président du tribunal de Tokyo) conclut qu'il souffre de troubles mentaux et abandonne les poursuites à son encontre. Depuis le début du procès, Ōkawa disait que cette cour de justice était une farce qui n'était même pas digne de porter le titre de « cour de justice ». Plusieurs personnes sont ainsi persuadées qu'il feignait la folie (en) et en effet, Okawa retrouva ses esprits peu après la fin du procès, et fut aussitôt libéré de l'asile.

### Traduction du Coran
Ōkawa est transféré de la prison à un hôpital militaire qui conclut qu'il souffre d'une instabilité mentale. Plus tard, il est transféré à l'hôpital métropolitain Matsuzawa de Tokyo, un célèbre hôpital psychiatrique, où il termine la première traduction japonaise complète du Coran. Il quitte l'hôpital en 1948 et meurt à Tokyo en 1957.

## Principales publications
- Différents sujets sur l'Asie réémergente (復興亜細亜の諸問題), 1922
- Une étude de l'esprit japonais (日本精神研究), Shakai Kyoiku Kenkyujo, 1924
- Une étude des compagnies de colonisation agréées (特許植民会社制度研究), Hobun-kan, 1927
- Histoire nationale (国史読本), Senshin-sha, 1931
- 2600 ans d'histoire japonaise (日本二千六百年史), Daiichi Shobo, 1939
- Histoire de l'agression anglo-américaine en Asie orientale (米英東亜侵略史), 1941
- Introduction à l'Islam (回教概論), Keio Shobo, 1942
- Coran (古蘭　traduction japonaise),  Iwasaki Shoten, 1950